# Onthophagus taurus
Onthophagus taurus é uma espécie de insetos coleópteros polífagos pertencente à família Scarabaeidae.
A autoridade científica da espécie é Schreber, tendo sido descrita no ano de 1759.
Trata-se de uma espécie presente no território português.